# El caballero de la armadura reluciente
"El caballero de la armadura reluciente" (título original en inglés: "The Knight in White Satin Armor") es el vigésimo quinto episodio de la serie de HBO Los Soprano y el duodécimo de la segunda temporada de la serie. Fue escrito por Robin Green y Mitchell Burgess, dirigido por Allen Coulter y estrenado el 2 de abril de 2000 en Estados Unidos.

## Protagonistas
- James Gandolfini como Tony Soprano.
- Lorraine Bracco como Dr. Jennifer Melfi
- Edie Falco como Carmela Soprano.
- Michael Imperioli como Christopher Moltisanti.
- Dominic Chianese como Corrado Soprano, Jr.
- Vincent Pastore como Pussy Bonpensiero.
- Steven Van Zandt como Silvio Dante.
- Tony Sirico como Paulie Gualtieri. *
- Robert Iler como Anthony Soprano, Jr.*
- Jamie-Lynn Sigler como Meadow Soprano.
- Drea de Matteo como Adriana La Cerva.
- David Proval como Richie Aprile.
- Aida Turturro como Janice Soprano.
- y Nancy Marchand como Livia Soprano.
- * = sólo mencionados

### Protagonistas invitados
| - Joe Penny como Victor Musto. - Joe Lisi como Dick Barone. - Louis Lombardi como Agente Skip Lipari. - Richard Portnow como Abogado Harold Melvoin. - Frank Pellegrino como Frank Cubitoso. - Oksana Lada como Irina Peltsin. - Federico Castelluccio como Furio Giunta. - Steve Schirripa como "Bacala" Baccalieri. | - Alla Kliouka como Svetlana Kirilenko. - Sharon Angela como Rosalie Aprile. - Katalin Pota como Lilliana. - Maureen Van Zandt como Gabriella Dante. - Andy Blankenbuehler como Richie Aprile, Jr. - Jason Cerbone como Jackie Aprile, Jr. - Richard Maldone como Albert "Ally Boy" Barese. - Adrian Martínez como Ramone. |

## Resumen del episodio
Tony tiene problemas con Irina, su amante kazaja, ya que cree que es mejor dejar la relación, que consiga un trabajo en una agencia de modelos que le recomienda y que comience a pensar en formar su propia familia. Sin embargo, Irina no encaja nada bien la decisión de Tony y amenaza con suicidarse si la abandona. Al día siguiente, Carmela encuentra la camisa de Tony en la lavadora con el perfume de Irina, por lo que se produce una discusión entre el matrimonio. Unas noches después, Tony recibe la llamada de Svetlana Kirilenko, la prima de Irina, que le informa a Tony del intento de suicidio de Irina, que había ingerido pastillas con vodka. Tony se presenta en el hospital para consolar a una devastada Irina, que asegura no querer volve al Bada Bing para ser una prostituta. En una de las conversaciones con la Doctora Melfi, Tony le cuenta su situación extramatrimonial y trata de que la doctora le facilite el teléfono de un colega suyo para que pueda tratar a su amiga. Unos días más tarde, Silvio se presenta en casa de Irina, enviado por Tony, con 75.000 dólares y trata de convencer a Irina de que encuentre alguien que le quiera para una relación estable.
Mientras transcurre el incidente de Irina, Richie Aprile sigue causando problemas en la organización a la vez que prepara su boda con Janice Soprano. Finalmente, Junior Soprano revela a su sobrino Tony que Richie está conspirando en su contra y que lo sabe porque le hizo creer a Richie que él también estaba de su lado. Además, también le asegura que su propia hermana podría estar detrás de todo ello. Tras recibir esa información, Tony lo consulta con Silvio y da orden de "que lo liquiden". Sin embargo, en casa de Richie y Janice se produjo una discusión que acabó con Richie golpeando a Janice. Inmediátamente después del golpe, Janice dispara a Richie, que muere asesinado. Janice muy asustada llama a casa a Tony para pedirle ayuda, pero Carmela cree que ha ido a ver a Irina. Al llegar, Tony, consciente de lo que le reveló su tío Junior, sospecha que puede ser una treta de ambos contra él, pero cuando entra en la casa descubre a una desconsolada Janince y el cuerpo inherte de Richie. Poco después llegaron Christopher Moltisanti y Furio Giunta para recoger el cadáver y descuartizarlo en la carnicería Satriale's.
Por otro lado, Pussy Bonpensiero continúa informando al agente Skip del FBI y le revela que Christopher va a robar un camión de cromos Pokémon. El día del golpe, Pussy decide seguirles con su coche, pero atropella a un ciclista y sufre un leve accidente de tráfico. Finalmente, Tony acompaña a Janice a la estación de autobuses para regresar a Seattle y le agradece todo lo que ha hecho por ella. Ya en casa, Carmela le pregunta a Tony qué es lo que ha pasado finalmente con Janice. Tony le confirma que ha vuelto a Seattle y Carmela se queda impresionada por esa repentina decisión. Tony asegura que "Richie no volverá" y revela, indirectamente, que Janice lo ha asesinado. Para cambiar de tema, Carmela le dice a Tony que tras la graduación de Meadow, ella y Rosalie Aprile pasarán tres semanas en Roma. Carmela le encarga las tareas a realizar durante su ausencia ante un incrédulo Tony, y finaliza asegurando a su marido que si tiene que hacer ella esas cosas "es posible que me suicide", en alusión a lo ocurrido con su amante Irina.

## Primeras apariciones
- Jackie Aprile, Jr.: sobrino de Richie e hijo de Rosalie Aprile.
- Albert Barese: capo interino del equipo de los Barese mientras su primo Larry Boy Barese espera ser procesado.
- Svetlana Kirilenko: la prima de Irina, la novia de Tony.

## Fallecidos
- Richie Aprile: disparado a bocajarro por Janice Soprano tras un episodio de violencia doméstica.

## Título
El título del episodio es una cita de Irina, la novia kazaja de Tony, que le cuenta que a su prima Svetlana se le cayó su pierna ortopédica en una tienda de Gap, su novio Bill la sacó en brazos e Irina le pregunta a Tony "¿dónde está mi caballero de armadura reluciente?". Irina dijo anteriormente esa misma frase en el episodio de la primera temporada "Universidad".

## Música
- La canción que se escucha durante el episodio y en los créditos finales es "I Saved the World Today" de Eurythmics.[2]
- "The Memory Remains", de Metallica, se puede escuchar en la trastienda del Bada Bing cuando Tony ordena a Silvio que "liquiden" a Richie.[2]